# Pedro Memelsdorff

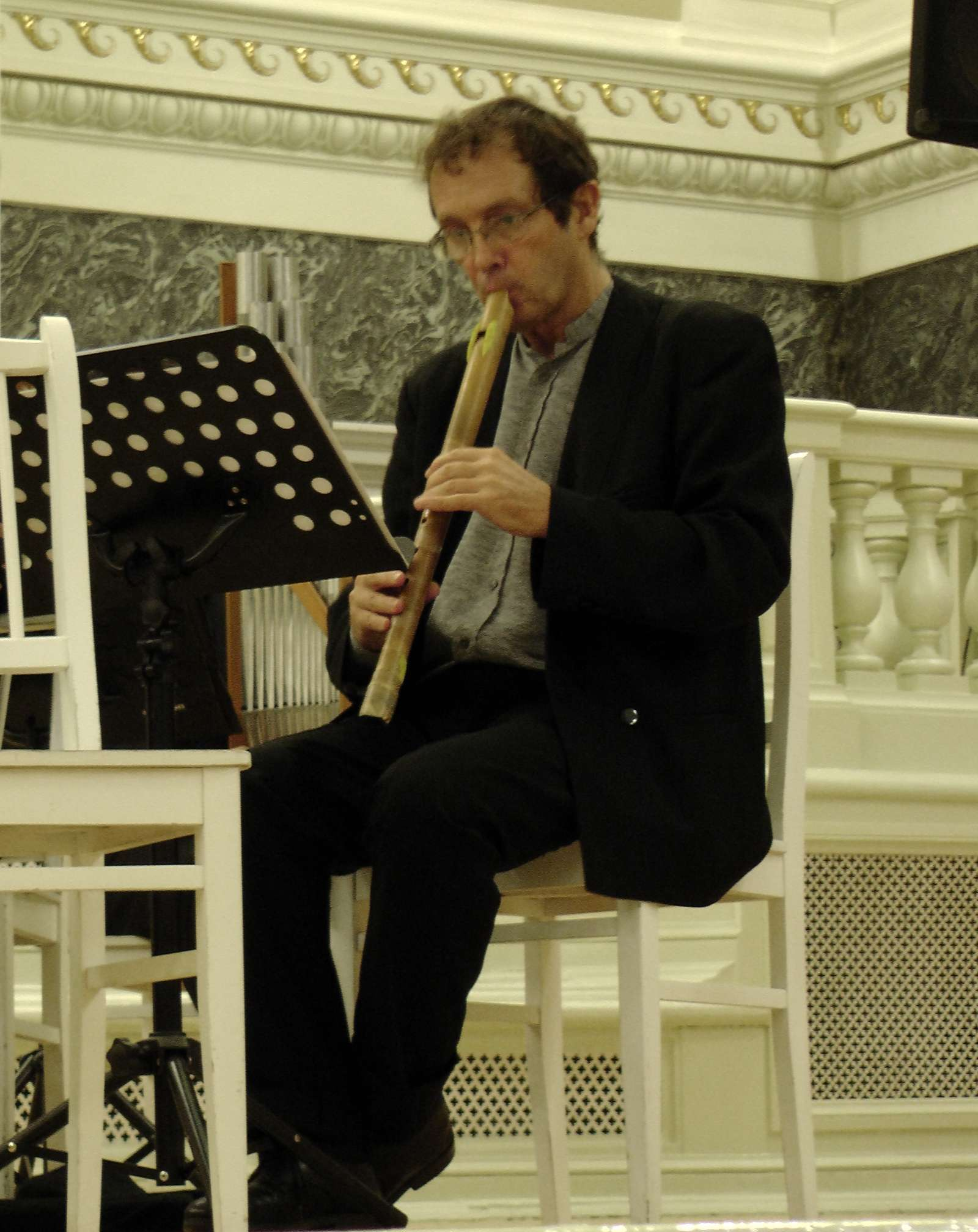
Pedro Memelsdorff en la edición del 2015 del festival de música antigua de la Capilla de la Corte de San Petersburgo.

Pedro Leonardo Memelsdorff (1959, Buenos Aires, Argentina) es un flautista, director, musicólogo y músico argentino especializado en música antigua o temprana, y en la práctica de periodo o historicista y en la polifonía de la música medieval. Es un notable exponente de flauta dulce y sus derivados. Entre 2013 y 2015 ha sido director de la Schola Cantorum Basiliensis.

## Biografía
Nacido en Buenos Aires, emigró a Europa en 1977 donde estudió en la Schola Cantorum Basiliensis y en el Sweelinck Conservatorium de Ámsterdam. Se doctoró en musicología en la Universidad de Utrecht.
Es colaborador de Jordi Savall y el grupo Hesperion XX desde 1980. En 1987 fundó su propio grupo llamado Mala Punica con el cual realizó una serie de grabaciones. Ha realizado giras por Europa, Norte y Sudamérica. Integró un dúo con el clavecinista y pianista Andreas Staier con el que hizo presentaciones y giras y un CD.
Como investigador y musicólogo ha publicado en las revistas Acta musicologica, Studi musicali, Plainsong and Medieval Music, Ricercare y otras publicaciones especializadas.
Desde el 1° de enero de 2013 es director de la Schola Cantorum Basiliensis. Es catedrático en la Escuela Superior de Música de Cataluña en Barcelona, donde dirige el Master en Música antigua. 
Dirige los Seminarios de música antigua en la Fundación Giorgio Cini de Venecia. Ha sido catedrático en la Escuela Cívica de Música de Milán y en la Musikhochschule de Zúrich. 
En 2010-11 ha dictado en la universidad de Saarland en Alemania. A principio de 2010 ha sido invitado a disertar como Ernest Bloch Lecturer en la Universidad de Berkeley.

## Publicaciones
- Memelsdorff, P. (2011). Echi d’influenze pirrottiane in sessant’anni di ricerca musicologica. In Musicologia fra due continenti: l’eredità di Nino Pirrotta (pp. 185-208). Roma: Accademia Nazionale dei Lincei.
- Memelsdorff, P. (2011, januari 18). 'Vuoto legale'. Contrappunto a tre e teoria implicita nel primo Quattrocento italiano. Pavia (Italy), Lecture at the Scuola di Paleografia e Filologia Musicale, Università degli Studi di Pavia.
- Memelsdorff, P. (2011, november 09). The Codex Faenza and the MS. Mantova 518. Saarbrücken, Lecture at the Department of Musicology of the University of Saarland (Germany).
- Memelsdorff, P. The Filiation and Transmission of Instrumental Polyphony in Late Medieval Italy: The Codex Faenza 117. UU Universiteit Utrecht. Prom./coprom.: prof. dr. K. Kügle.
- Memelsdorff, P., Latour, B. & Gagliardi, P. (2010). Coping with the Past. Creative Perspectives on Conservation and Restoration. Firenze: Olschki.
- Memelsdorff, P. (2010, mei 27). Matteo da Perugia and the 'Ars contratenoris'. Saarbrücken, Lecture at the Department of Musicology of the University of Saarland.
- Memelsdorff, P. (2010). The Music of Theory. Theorist-Composers in Late Medieval Italy. 2010 Ernest Bloch Lecture Series: University of Berkeley, California (USA) (22 de enero - 30 de abril de 2010). Overig prod. v. wetensch. act.
- Memelsdorff, P. (2009). 'Ars non inveniendi'. Riflessioni su una straw-man fallacy e sul contratenor quale paratesto. In Acta musicologica, Vol. 81 (pp. 1-22).
- Memelsdorff, P. (28 de septiembre de 2009). The Codex Faenza 117 and the Transmission of instrumental Polyphony in Late Medieval Italy. Schola Cantorum Basiliensis, Basel (Switzerland), Lecture at the Schola Cantorum Basiliensis, Basel (Switzerland).
- Memelsdorff, P. (2009). 'Ore Pandulfum'. Il contratenor come glossa strutturale. In M.T. Barezzani & R. Tibaldi (Eds.), Musica e liturgie nel medioevo bresciano (secoli XI-XV). Brescia: Fondazione Civiltà Bresciana (pp. 381-420).
- Memelsdorff, P. (23 de octubre de 2008). The Italian Ars subtilior. National Gallery of Ireland, Dublin (Ireland), Public Lecture.
- Memelsdorff, P. (6 de marzo de 2008). 'Le grant desir'. Reflections on Matteo da Perugia. Wellesley College, Boston, Massachusetts (USA), Lecture.
- Memelsdorff, P. (2008, februari 20). Faenza 117. Scribes and readers. University of North Carolina at Chapel Hill (USA), Lecture.
- Memelsdorff, P. (2008, februari 25). On the structure of Faenza 117. University of Berkeley, California (USA), Lecture.
- Memelsdorff, P. (2008). Artist in residence. Creativity Project: Mondavi Center for the Performing Arts, University of California at Davis (2008, februari 26 - 2008, maart 03). Overig prod. v. wetensch. act.
- Memelsdorff, P. (2010). 'Lacuna'. The Restoration of Past Sound. In B. Latour, P. Gagliardi & P.L. Memelsdorff (Eds.), Coping with the Past. Creative Perspectives on Conservation and Restoration (pp. 47-79). Firenze: Olschki.
- Memelsdorff, P. (2007, mei 14). Codicological considerations on Faenza 117. Fondazione Ugo e Olga Levi, Venezia (Italy), organized by the Fondazione Giorgio Cini, Venezia, International Seminar 'The Codex Faenza 117 and the Alternatim in Late Medieval Italy'.
- Memelsdorff, P. (2006). John Hothby, Lorenzo il Magnifico e Robert Morton in una nuova fonte manoscritta a Mantova. In Vol. 78. Acta musicologica (pp. 1-32).
- Memelsdorff, P. (2006). [Bespreking van het boek Il codice Rossiano 215. Madrigali, Ballate, una caccia, un rotondello, edizione critica e studio introduttivo]. Il saggiatore musicale, 13, 427-429.
- Memelsdorff, P. (2008). 'Ars modernior'. Le avanguardie musicali italiane del primo Quattrocento. In M. Ruffini & G. Wolf (Eds.), Musica e Arti figurative. Rinascimento e Novecento. Venezia: Marsilio Editori  (pp. 59-73).
- Memelsdorff, P. (2009). 'Equivocus'. Per una nuova lettura del rapporto testo-musica nel Trecento italiano. In F. Zimei (Ed.), «Dolci e nuove note». Atti del Quinto Convegno Internazionale del Centro Studi sull’Ars nova del Trecento. Lucca: LIM, Libreria Musicale Italiana (pp. 143-187).
- Memelsdorff, P. (2003). Artist chosen by György Ligeti for his Festival Milano Musica/Teatro alla Scala, Milan (Italy). Festival Milano Musica.: Festival Milano Musica/Teatro alla Scala, Milano (Italy).. Overig prod. v. wetensch. act.
- Memelsdorff, P. (2003-04). Hanna Kiel Fellow at Villa I Tatti, The Harvard Center for Italian Renaissance Studies. Overig prod. v. wetensch. act.
- Memelsdorff, P. (2005). 'Vilage': fortuna e filiazione di un Credo di Zacara. In F. Zimei (Ed.), Antonio Zacara da Teramo e il suo tempo. Lucca: LIM, Libreria Musicale Italiana (pp. 301-335).
- Memelsdorff, P. (1997). Artist in residence. Centre européen pour la recherche et l'interprétation des musiques médiévales: Fondation Royaumont, Paris (France). Overig prod. v. wetensch. act.

## Libros
- The Codex Faenza 117: Instrumental Polyphony in Late Medieval Italy. Introductory Study and Facsimile, 2 vols., Lucca: LIM (Ars Nova, n.s. 3), 2012.
- (coeditado con Bruno Latour y Pasquale Gagliardi), Coping with the Past. Creative Perspectives on Conservation and Restoration, Olschki, 2010.